# Claudia Waßner
Claudia Waßner (* 1960 in Augsburg) ist eine deutsche Organistin, Komponistin und Arrangeurin. Seit 1996 ist sie als Domorganistin am Augsburger Dom tätig und in der jahrhundertelangen Geschichte der Domorganisten die erste Frau in diesem Amt.

## Leben

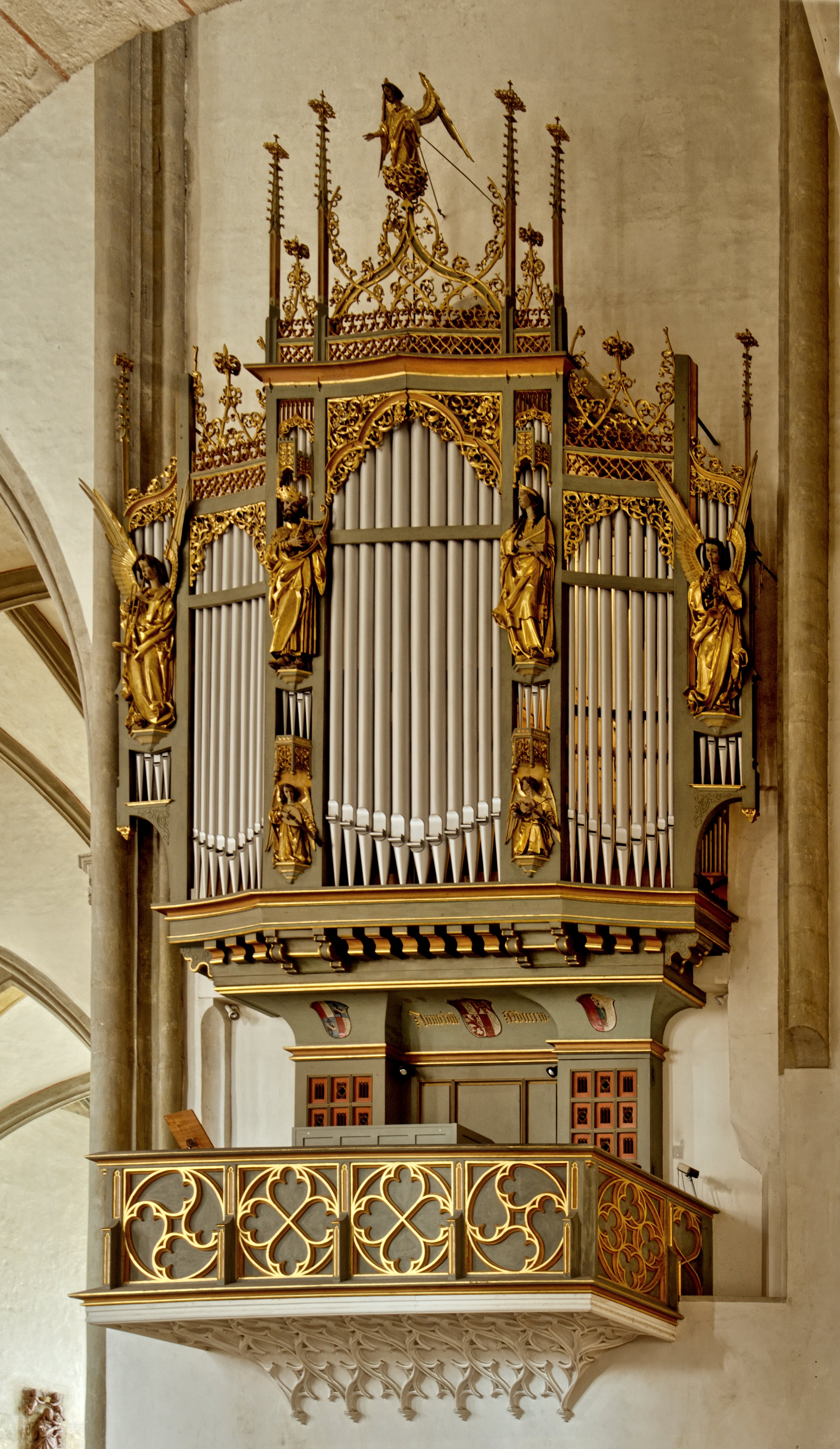
Seit 1996 der Arbeitsplatz von Claudia Waßner:
die von Franz Borgias Maerz im Jahr 1904 erbaute historische Marienorgel im Augsburger Dom

Die in Augsburg geborene Claudia Waßner begann ihre musikalische Ausbildung am dortigen Leopold-Mozart-Konservatorium und absolvierte anschließend ein Aufbaustudium an der Musikhochschule München, wo sie sich bis 1989 zur Konzertorganistin ausbilden ließ. Im selben Jahr wurde sie im Alter von 29 Jahren hauptamtliche Kirchenmusikerin am Augsburger Dom.
Nachdem der bisherige Domorganist Reinhard Kammler (* 1954), der dieses Amt seit 1978 innehatte, im Jahr 1995 die Nachfolge Rudolf Brauckmanns als Domkapellmeister angetreten hatte, wurde Waßner nach einem Jahr der Vakanz 1996 zur neuen Domorganistin ernannt. Seit Beginn der Aufzeichnungen über die Domorganisten im Jahr 1548 ist sie die erste Frau in diesem Amt am Augsburger Dom.
Waßner sieht es als eine ihrer Hauptaufgaben an, das Werk ihres Vorvorgängers im Amt, Karl Kraft, zu dokumentieren, bewahren und zu verbreiten. Sie spielte hierzu unter anderem im Jahr 2012 eine CD mit überwiegend ungedruckten und handschriftlich überlieferten Kompositionen Krafts ein, die in der Musikfachzeitschrift organ – Journal für die Orgel rezensiert wurde.
Waßner ist neben ihrer beruflichen Tätigkeit als Domorganistin als Lehrerin für Improvisation und liturgisches Orgelspiel sowie als Konzertorganistin tätig. Sie komponiert auch selbst Werke für die Orgel und arrangiert ältere Musikstücke neu. Bei den Augsburger Domsingknaben übernimmt sie die Fachaufsicht für den Instrumentalunterricht. Der Knabenchor nahm anlässlich des Jubiläumsjahres zum 250. Geburtstag Christoph von Schmids ein neues Arrangement seines bekannten Weihnachtsliedes „Ihr Kinderlein kommet“ auf. Der vierstimmige Chorsatz stammt von Claudia Waßner.

## Veröffentlichungen (Auswahl)
Einspielungen
- Salve regina: Mariengesänge. Compact Disc, Freiburger Musik-Forum, Freiburg 1999, Ars Musici AM 1264-2.
- Karl Kraft (1903–1978) – Orgelwerke.  Compact Disc, Eigenverlag, 2012.
- Lieder und Gesänge aus dem Neuen Gotteslob. Compact Disc, 2016. (Begleitung und Chorsatz)
- Die schönsten Orgeln 2017. Kalender 2017 mit CD, ISBN 978-3-7462-4527-0. (Mitwirkung)